# زمین‌لرزه سنبله ۱۳۸۸ افغانستان
زمین‌لرزه افغانستان  در تاریخ ۲۲ اکتبر ۲۰۰۹ میلادی، برابر با ‎۳۰ مهر ۱۳۸۸، ساعت ۱۹:۵۱:۲۷٫۵ به زمان یوتی‌سی در افغانستان رخ داد.ژرفای این زلزله ۱۸۵٫۹ کیلومتر بود. بزرگی آن ۶٫۲ در مقیاس Mw بدست آمده‌است.
پروژهٔ جهانی تنسور گشتاور مرکزوار پارامتر زمان مرکزوار زمین‌لرزه را با اختلاف ۱٫۴ ثانیه نسبت به زمان رخداد اشاره شده در بالا و مختصات مرکزوار را در ۳۶°۳۱′شمالی ۷۰°۴۹′شرقی / ۳۶٫۵۱°شمالی ۷۰٫۸۲°شرقی محاسبه کرد و همچنین، ژرفا در ۱۸۱٫۵ کیلومتر بدست آمده‌است. در این محاسبات زاویه‌های (راستا، شیب، ریک) گسل سازندهٔ زمین‌لرزه و صفحه عمود بر آن برابر با (°۸۳، °۴۱، ° ۹۹) یا (°۲۵۲، °۴۹، ° ۸۲) حاصل شده‌است.